# Theone ornata
Theone ornata es una especie de insecto coleóptero de la familia Chrysomelidae.
Fue descrita científicamente en 1957 por Jakob.